# Koszurnikowo
Koszurnikowo (ros. Кошурниково) – osiedle typu miejskiego w Rosji, w Kraju Krasnojarskim, w rejonie kuragińskim. W 2010 liczyło 3492 mieszkańców.